# HD125248
HD125248 — хімічно пекулярна зоря спектрального класу A1, що має видиму зоряну величину в смузі V приблизно  5,9.
Вона  розташована на відстані близько 294,4 світлових років від Сонця.

## Фізичні характеристики
Зоря HD125248 обертається 
порівняно повільно 
навколо своєї осі. Проєкція її екваторіальної швидкості на промінь зору становить  Vsin(i)= 18км/сек.
Телескоп Гіппаркос зареєстрував фотометричну змінність  даної зорі з періодом    9,29 доби в межах від  Hmin= 5,89 до  Hmax= 5,85.

## Пекулярний хімічний склад
Зоряна атмосфера HD125248 має підвищений вміст 
Eu
.

## Магнітне поле
Спектр даної зорі вказує на наявність магнітного поля у її зоряній атмосфері.
Напруженість повздовжної компоненти поля оціненої з аналізу
становить 1806,8± 454,4 Гаус.